# 석기 (도자기)

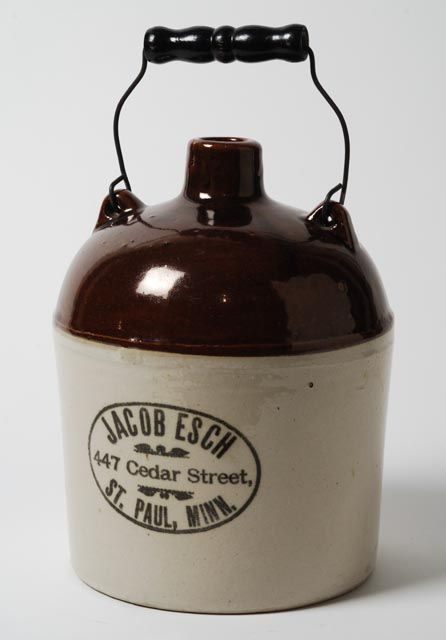
미국 미네소타주 레드윙의 석기 주전자.

석기(炻器)는 여러 가지 종류의 점토를 반죽·성형하여 온도가 높고 유약을 사용하지 않은 불투명한 도자기이다.

## 개요
찰흙의 빛깔, 유약의 상태 등에 따라 조석기(粗石器)와 정석기(精石器)로 나뉜다. 토기나 도기에 비하여 소지(素地)에 흡수성이 없고, 도기와 자기 사이의 것으로서 일반적으로 소지는 유색이며, 개중에는 유약이 없는 것도 있다. 조석기는 석기 찰흙 그대로를 사용할 경우가 많고, 원료중의 불순물이 굽는 동안에 용제(熔劑)가 되어서 소지가 잘 구워진다. 식염유를 바른 것이나 도기에 유약을 바른 것이 있다. 정석기는 비교적 정제(精製)된 원료를 사용하고 조석기보다 고온에서 소성(燒成)된 것이 많으며 소지는 백색에 가까운 담색(淡色)으로 무유(無釉)의 것이나, 식염유, 일반유(一般釉)를 칠한 것이 있다. 화학공업용의 전해탄크(電解槽), 내산타일(耐酸 tile) 등이 있고 스웨덴 등의 공예품 중에 대단히 아름다운 유약을 바른 고온도소성(燒成)의 것이 있으며, 중국의 송시대의 것에서 많이 볼 수 있다. 석기는 단단하고 뾰족한 금속 등으로 긁어도 긁혀지지 않으며 불투명하고 유리질화되어 불투과성을 가진다. 토기나 도기의 경우와는 달리 순전히 위생적 이유와 미적 이유만으로 유약을 칠한다.

## 같이 보기
- 도자기

## 참고 자료
1. ↑  “Red Wing bailed jug with Jacob Esch advertisement”. 《MNHS Collections》.